# ریچل یاماگاتا
ریچل یاماگاتا (به انگلیسی: Rachael Yamagata) (زاده ۲۳ سپتامبر ۱۹۷۷) خواننده، ترانه‌سرا آمریکایی است.